# بنی شیکر
بنی شیکر (به فرانسوی: Beni Chiker) یک شهرک در مراکش است که در استان ناظور واقع شده‌است. بنی شیکر ۴٬۱۸۸ نفر جمعیت دارد.